# Jacob van der Heyden

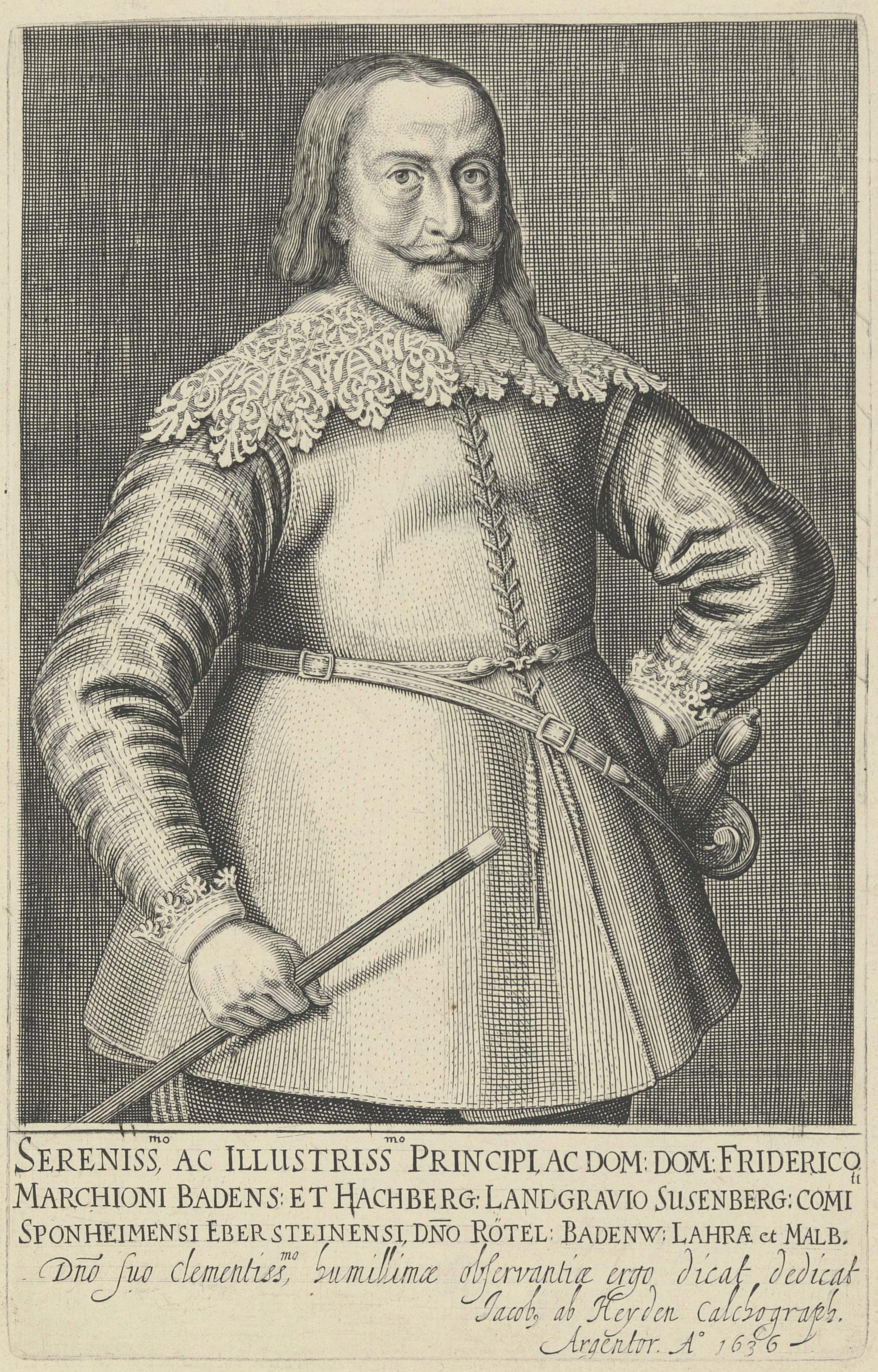
Ritratto di Federico V di Baden-Durlach

Jacob van der Heyden (Strasburgo, 1573 – Bruxelles, 1645) è stato un pittore, incisore e scultore fiammingo del periodo barocco.

## Biografia
Secondo Arnold Houbraken era un pittore di Strasburgo che dipingeva per I reali.
Secondo RKD lavorò a Strasburgo, Francoforte sul Meno e in Svezia. Era noto come ritrattista, paesaggista e pittore di allegorie. La maggior parte delle opere sopravvissute sono delle incisioni. Morì a Bruxelles.